# Ślizgunowate
Ślizgunowate (Philodromidae) – rodzina pająków z grupy Araneomorphae, należąca do kladu Entelegynae, liczy 31 rodzajów obejmujących 536 gatunków; występują niemal na całym świecie; w Polsce stwierdzono obecność 25 gatunków.

## Systematyka
Rodzina została opisana przez Tamerlana Thorella w artykule pt. On European spiders, który ukazał się w 7. numerze czasopisma „Nova Acta Regiae Societatis Scientiarum Upsaliensis” w 1870 roku. Ślizgunowate były łączone w jedną rodzinę z ukośnikowatymi, jednak Heinrich Homann wykazał w 1975 roku, że ślizgunowate nie są blisko spokrewnione z ukośnikowatymi, a ich rodziną siostrzaną są spachaczowate. Ślizgunowate występują co najmniej od kredy.
Według World Spider Catalog rodzina obejmuje 536 gatunków ujętych w 31 rodzajach:
- Apollophanes(inne języki) O. Pickard-Cambridge, 1898[9]
- Bacillocnemis(inne języki) Mello-Leitão, 1938[9]
- Berlandiella(inne języki) Mello-Leitão, 1929[9]
- Celerrimus(inne języki)	Lecigne, Cornic, Oger & Van Keer, 2019[9]
- Cleocnemis(inne języki)	Simon, 1886[9]
- Ebo(inne języki) Keyserling, 1884[9]
- Eminella(inne języki) Özdikmen, 2007[9]
- Fageia(inne języki)	Mello-Leitão, 1929[9]
- Gephyrellula(inne języki) Strand, 1932[9]
- Gephyrina(inne języki) Simon, 1895[9]
- Gephyrota(inne języki) Strand, 1932[9]
- Halodromus(inne języki)	Muster, 2009[9]
- Hirriusa(inne języki) Strand, 1932[9]
- Metacleocnemis(inne języki)	Mello-Leitão, 1929[9]
- Pagiopalus(inne języki)	Simon, 1900[9]
- Paracleocnemis(inne języki)	Schiapelli & Gerschman, 1942[9]
- Pedinopistha(inne języki) Karsch, 1880[9]
- Petrichus(inne języki) Simon, 1886[9]
- Philodromops(inne języki) Mello-Leitão, 1943[9]
- Philodromus(inne języki) Walckenaer, 1826[9] – rodzaj typowy[2][10]
- Procleocnemis(inne języki)	Mello-Leitão, 1929[9]
- Psellonus(inne języki)	Simon, 1897[9]
- Pseudopsellonus(inne języki) Balogh, 1936[9]
- Pulchellodromus(inne języki) Wunderlich, 2012[9]
- Rhysodromus(inne języki) Schick, 1965[9]
- Suemus(inne języki)	Simon, 1895[9]
- Thanatus C. L. Koch, 1837[9]
- Tibellus Simon, 1875[9]
- Tibitanus(inne języki) Simon, 1907[9]
- Titanebo(inne języki) Gertsch, 1933[9]
- Vacchellia(inne języki)	Caporiacco, 1935[9]

## Rozmieszczenie geograficzne
Ślizgunowate występują niemal na całym świecie. Występują w bardzo różnych środowiskach, zamieszkują m.in. lasy, sawanny, łąki. 

## Morfologia
Pająki małe lub średniej wielkości, o długości ciała od 3 do 16 mm.  Oddychają za pomocą dwóch płucotchawek. Ciało lekko grzbietobrzusznie spłaszczone, niekiedy znacznie wydłużone. Ośmioro oczu, zazwyczaj podobnej wielkości, w dwóch rzędach (4:4), oczy wtórne pozbawione tapetum. Szczękoczułki pozbawione ząbków. Odnóża długie i delikatne, zbliżonych rozmiarów, nogi II pary zwykle najdłuższe; stopy z dwoma pazurkami; włoski przy pazurkach oraz skopule zapewniają im dobrą adhezję do śliskich podłoży. Proste kądziołki przędne, brak stożeczka i cribellum. Ubarwienie często kryptyczne. 

## Zachowanie
Aktywni łowcy, nie budują sieci, przemieszczają się bardzo szybko (ludzkiemu oku może być trudno nadążyć za ruchem przedstawicieli rodzaju Philodromus), polują na roślinach lub na ziemi; nie wykorzystują przędzy do łapania ofiar. Bardzo mało wiadomo na temat naturalnych ofiar ślizgunowatych. Zastygają w bezruchu, przypominając niemal istoty dwuwymiarowe.
Samice tworzą wełniste kokony na m.in. liściach, pod korą. W chłodniejszych, północnych regionach formy niedorosłe (subadult) zimują, osiągają dorosłość wiosną.

## Galeria

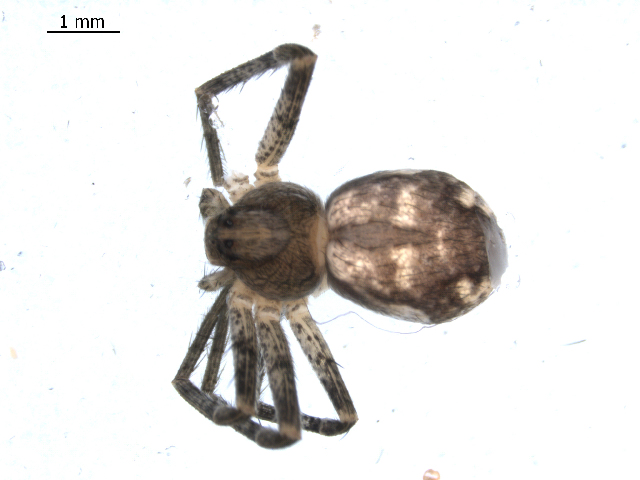
Apollophanes margareta, Kanada
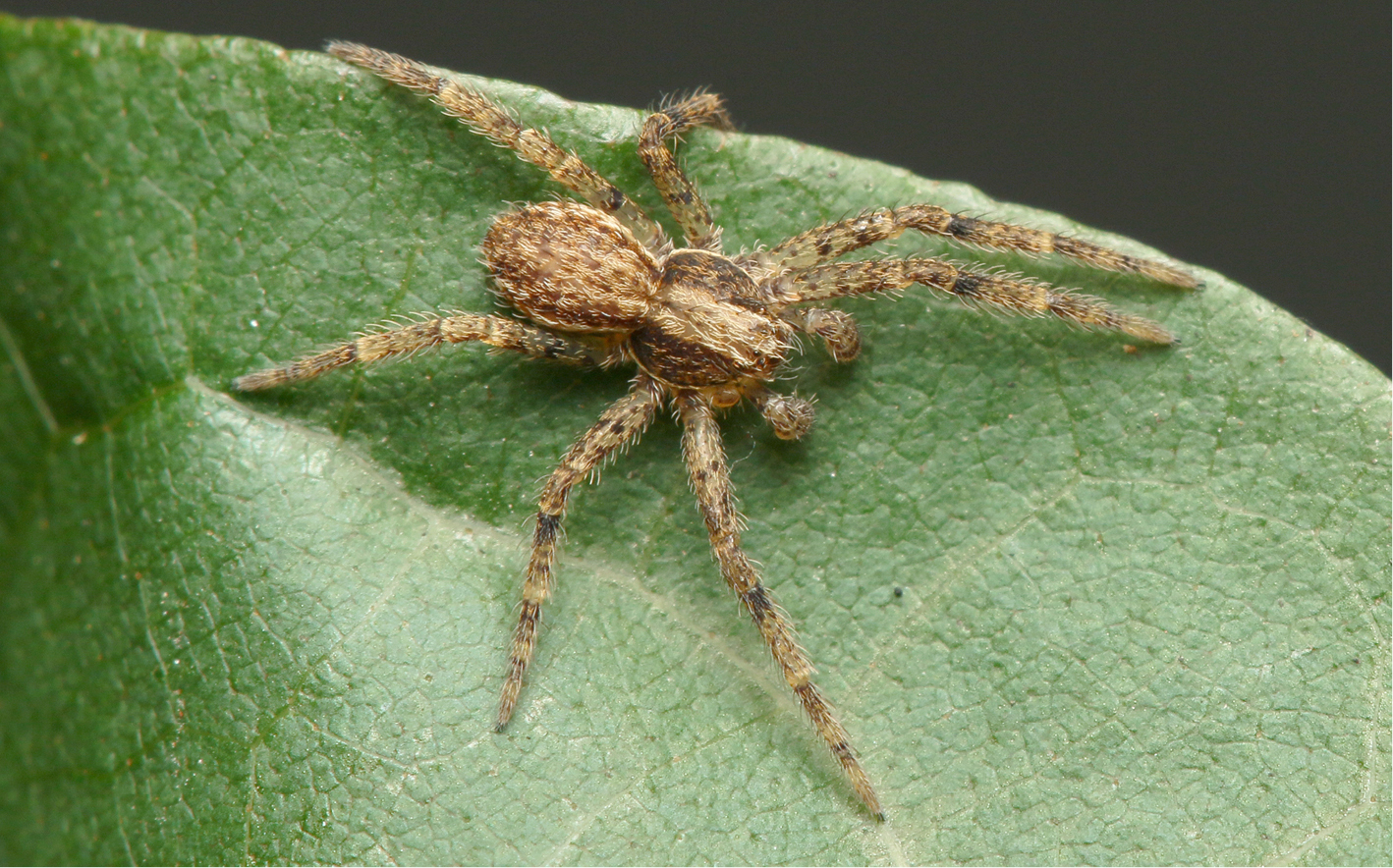
Berlandiella querencia, Brazylia
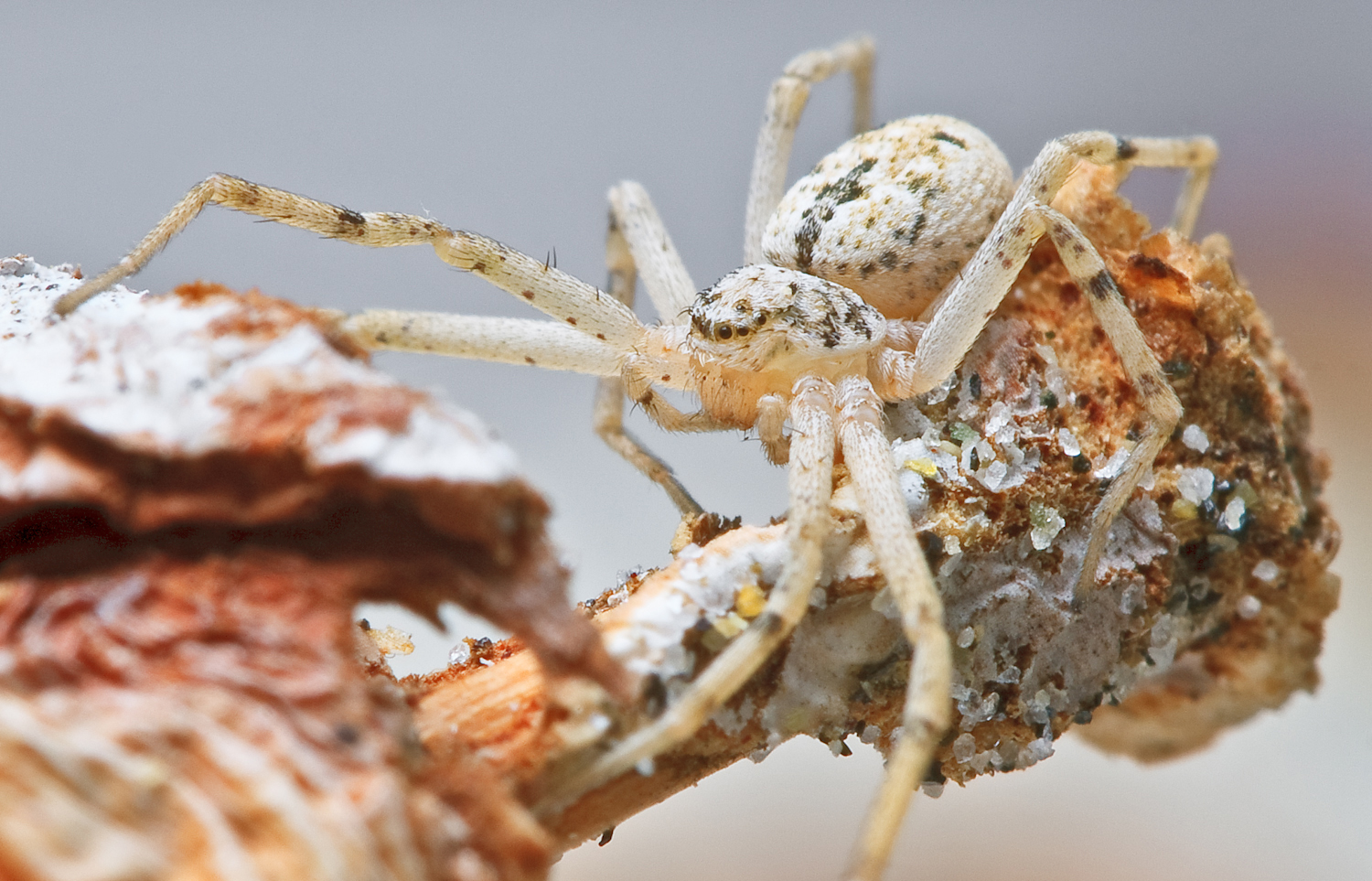
Ebo pepinensis, samica, USA
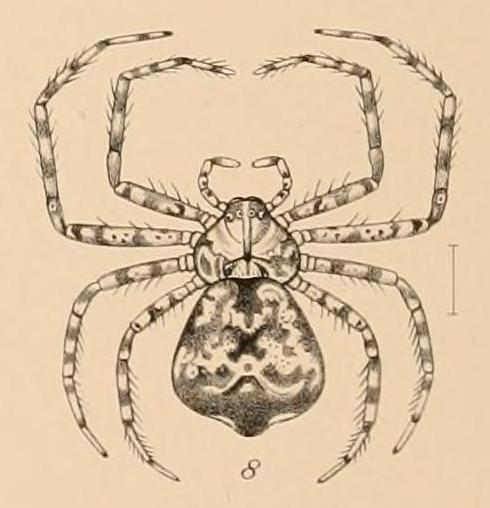
Pagiopalus personatus, samica, Hawaje
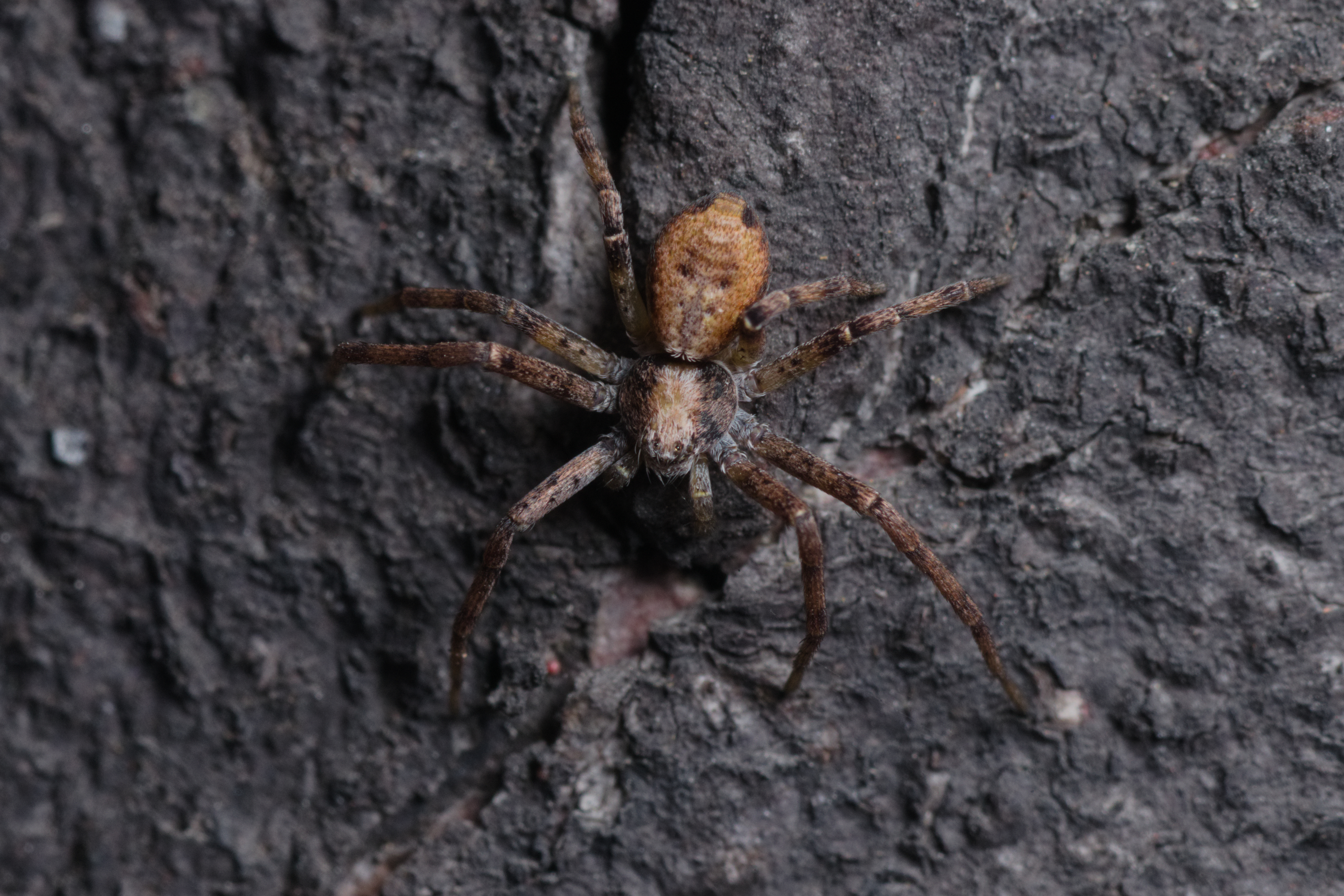
Philodromus sp., Polska
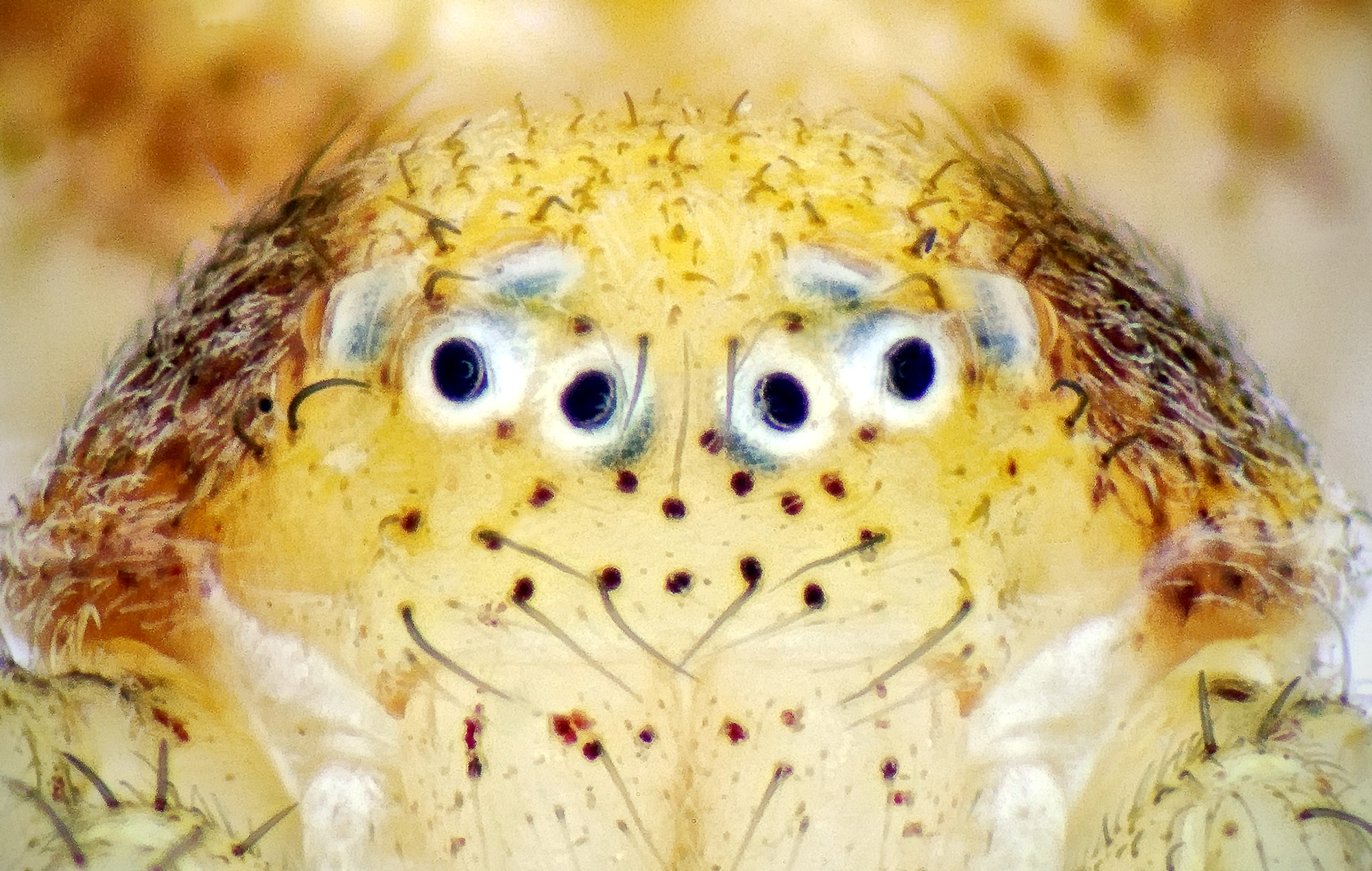
Oczy Philodromus albidus, Wielka Brytania
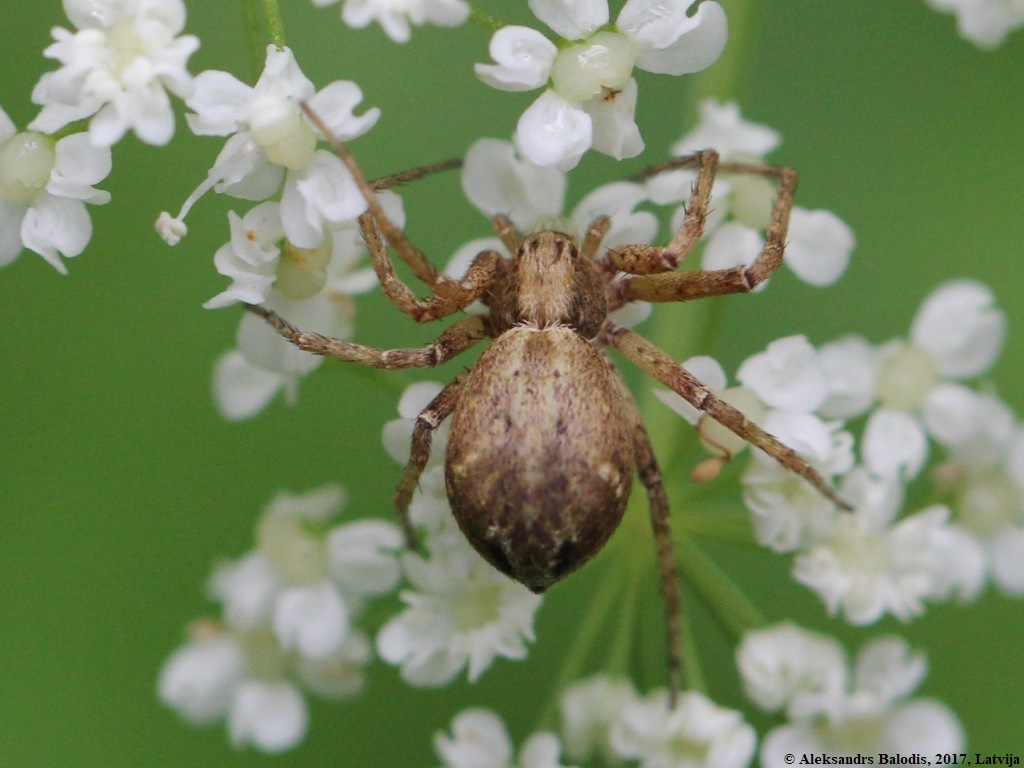
Philodromus cespitum, Łotwa
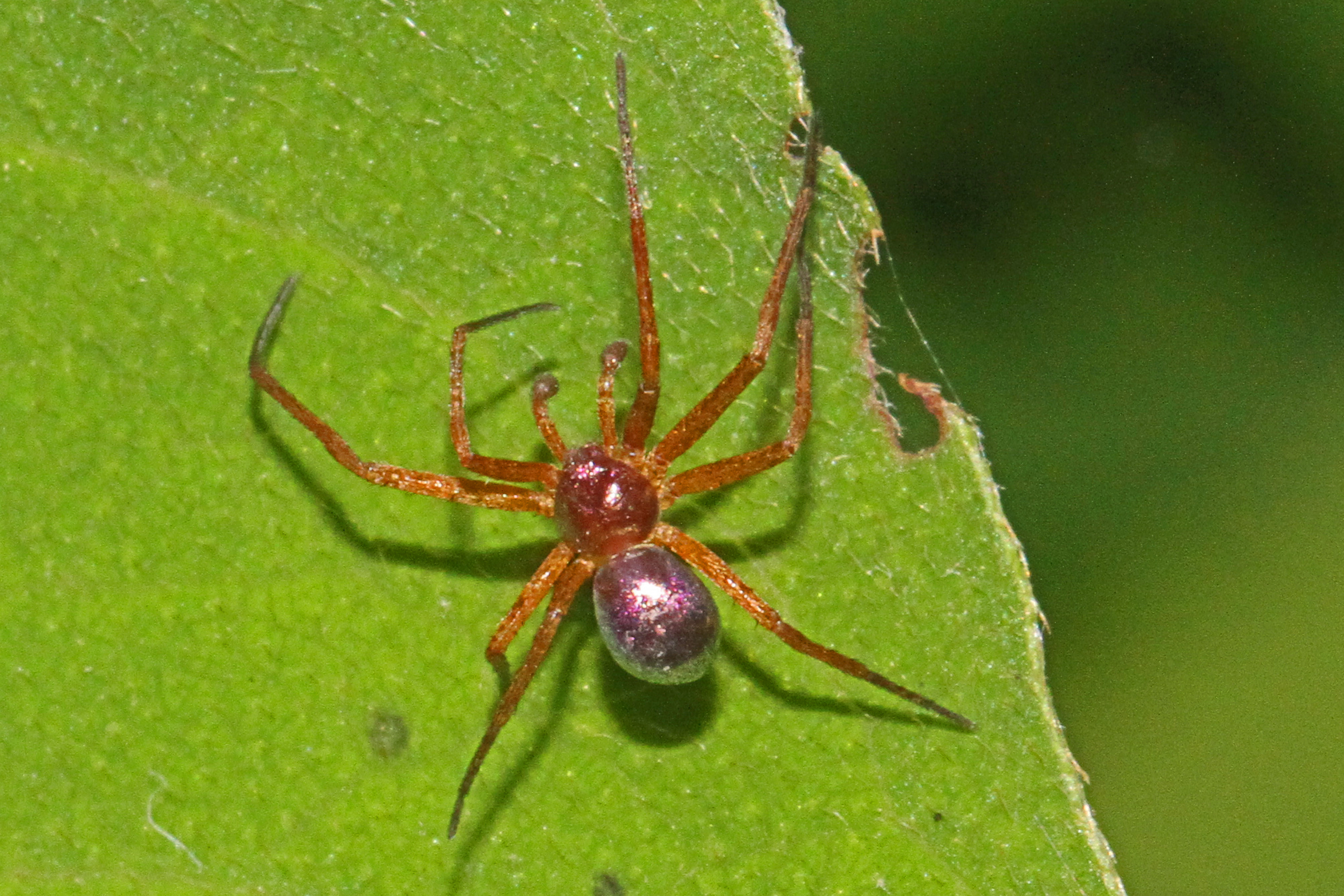
Philodromus marxi, USA
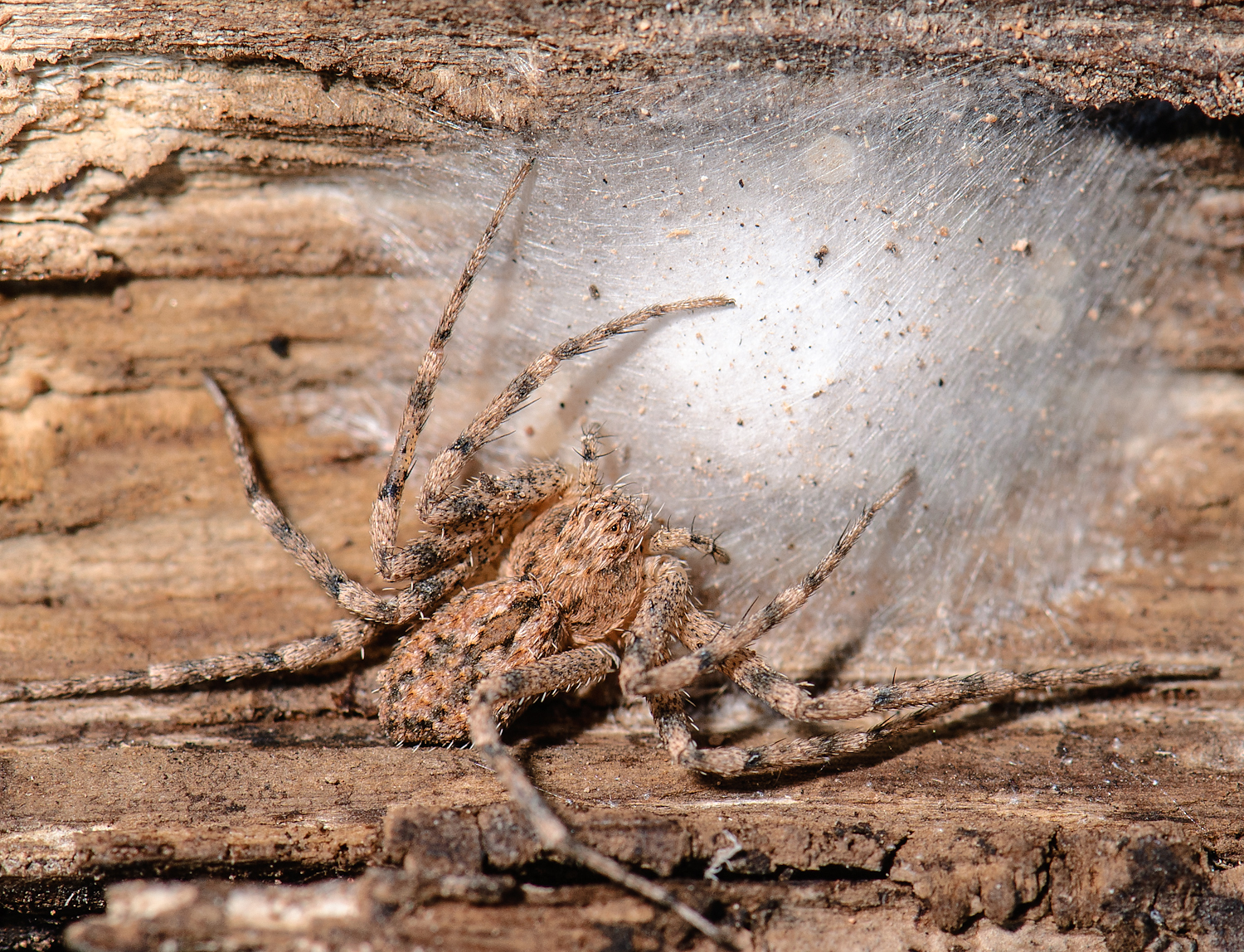
Thanatus coloradensis, samica z kokonem, USA
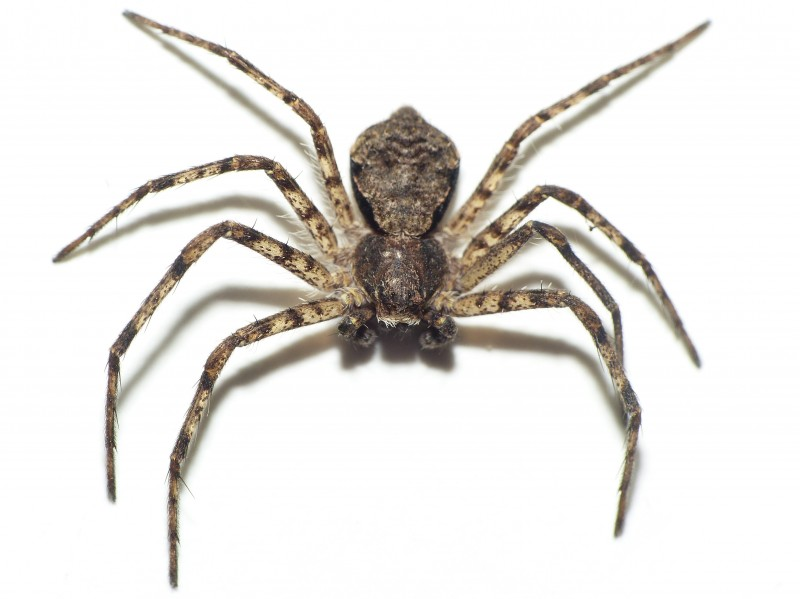
Philodromus margaritatus, Holandia
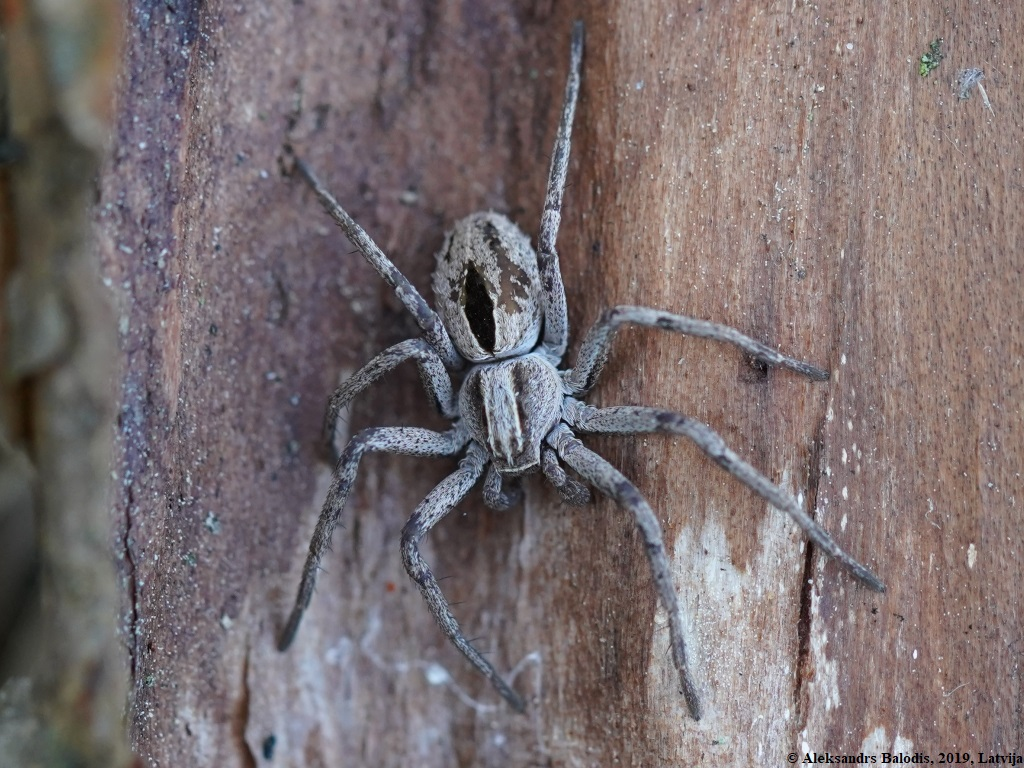
Thanatus formicinus, Łotwa
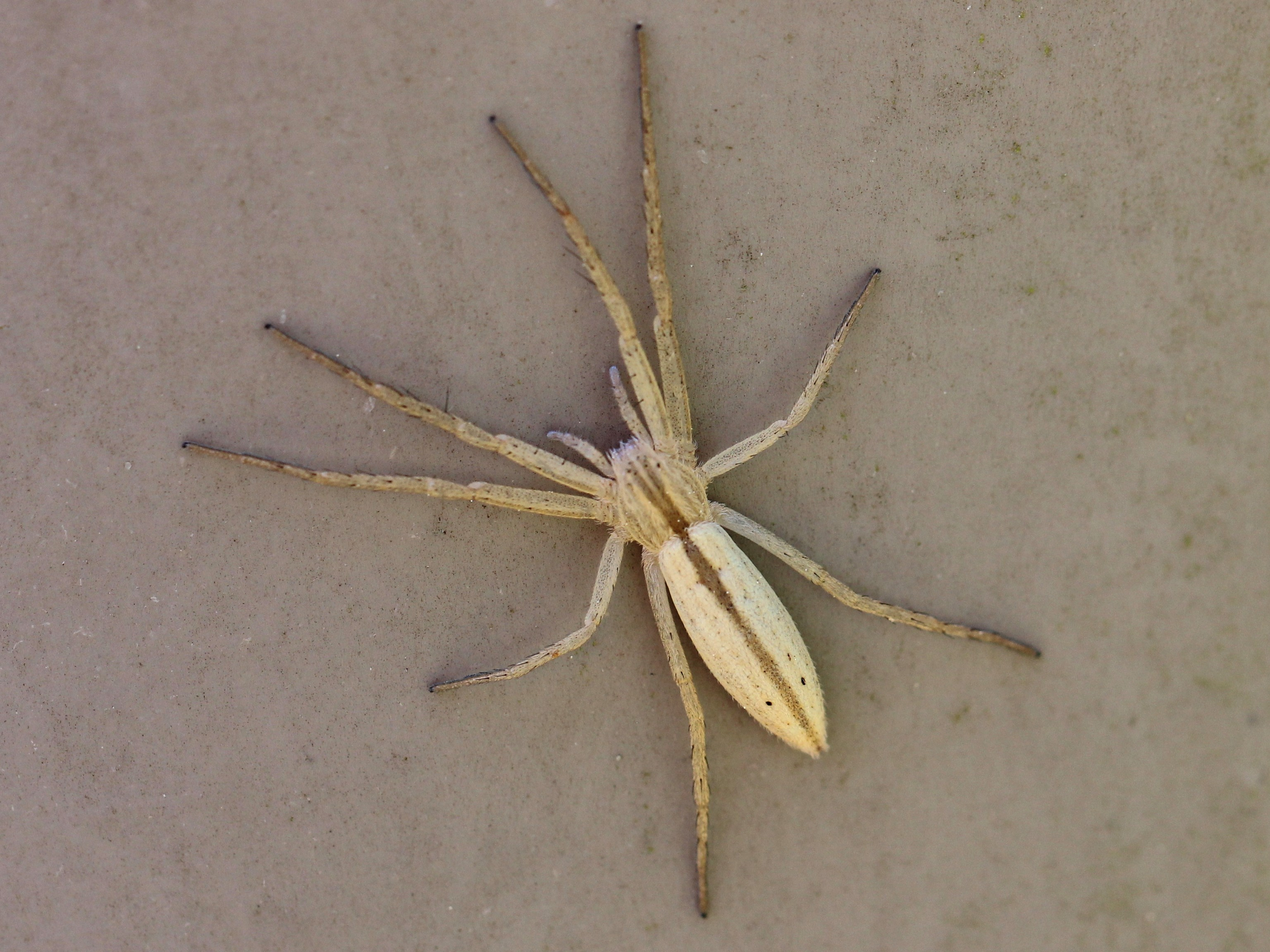
Tibellus oblongus, Łotwa
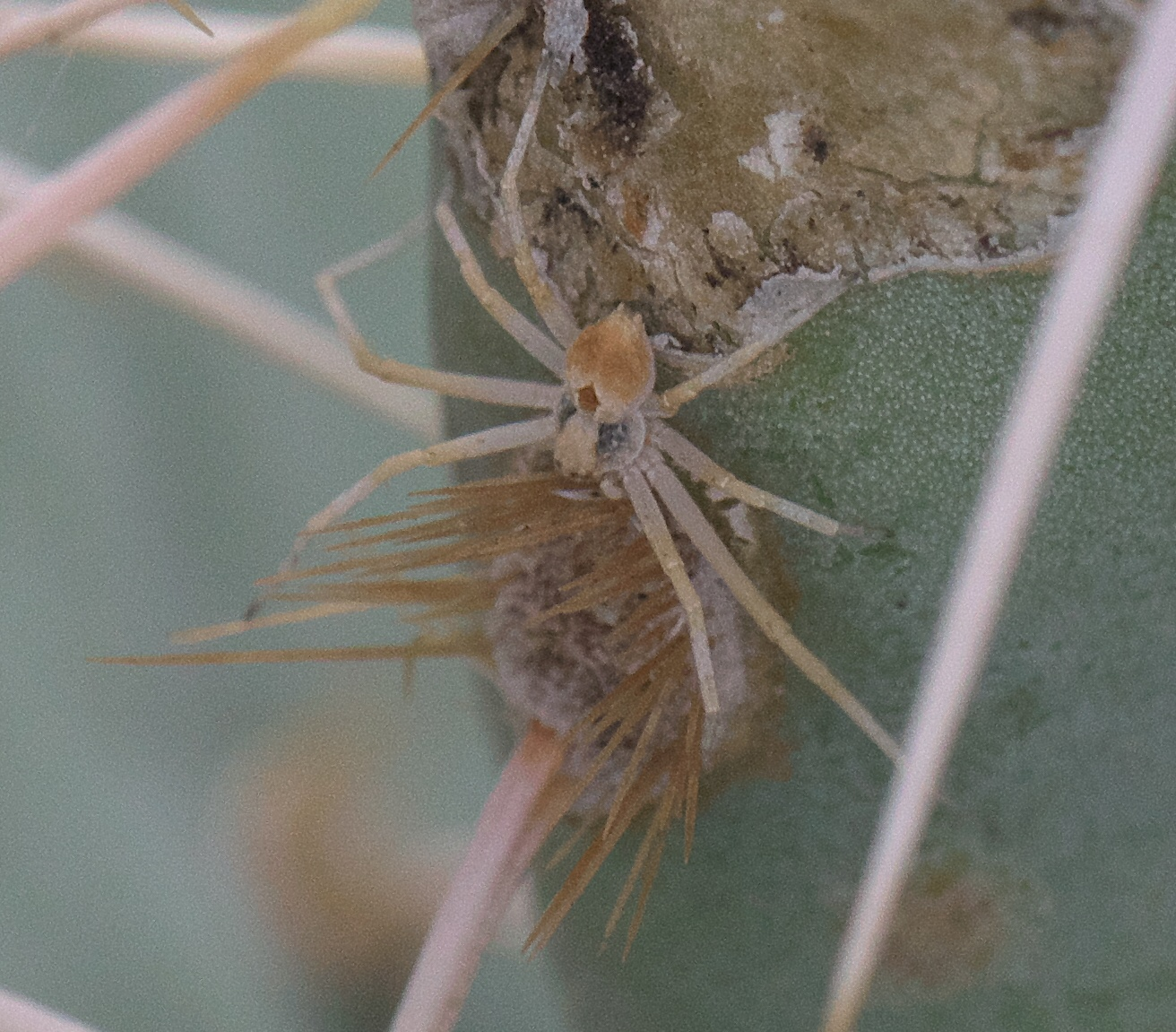
Titanebo sp., USA